# احتجاجات شاهين باغ
هو ما يطلق على اعتصامات سلمية قادتها نساء، انطلق كردة فعل على تمرير تعديل قانون الجنسية في كل من المجلسين في البرلمان الهندي في 11 ديسمبر 2019 وتدخل قوات الشرطة الذي تلا ذلك ضد طلاب في الجامعة الملية الإسلامية والذين كانوا يعارضون التعديل. لم يهتاج المحتجون بسبب المسائل المتعلقة بالجنسية في التعديل، والسجل الوطني للمواطنين أو NCR وسجل السكان الوطني NPR فحسب، بل بسبب استخدام الشرطة للعنف، وللبطالة والفقر وأمن المرأة. قام النساء المحتجات في شاهين باغ، وغالبيتهن من المسلمات، بإغلاق طريق في نيو دلهي في 14 ديسمبر 2019 باستخدام المقاومة السلمية على مدى 101 يوم إلى تاريخ 24 مارس 2020. وكإجراء احترازي قامت شرطة نيو دلهي بإغلاق عدة طرق رئيسية قريبة ضمن نطاق المكان. وبعد احداث شغب شمال شرق دلهي تزايدت إغلاقات قوات الشرطة ووجودها في المنطقة ليتجاوز 10 سريّات و100 شرطي	عامل في شاهين باغ. انتهت المظاهرات في 24 مارس 2020 بإخلاء شرطة دلهي المكان بعد انتشار جائحة كوفيد-19.
باتت الاحتجاجات العامة دون قيادة معينة مسيَّسة وبشكل عام ضد حكومة حزب بهاراتيا جاناتا. دعم المحتجون كذلك الاتحادات العمالية التي تعارض السياسات الحكومية ضد العمال ونظموا احتجاجات ردًا على حوادث سبقت مثل اعتداء جامعة جاواهارال نيهرو عام 2020 وأبدوا تضامنهم مع الپاندت الكشميريين. أدت الإغلاقات إلى جلب حشود كبيرة؛ وأشار The Wire أن عشرات آلاف المتظاهرين شاركوا. وقد فتحت احتجاجات شاهين باغ الطريق لمظاهرات على طريقة شاهين باغ في أنحاء البلاد مثل تلك التي في غايا وكولكاتا وبراياغراج ومومباي وبينغالورو.
أصبح الحصار قضية للدعاية الانتخابية في انتخابات مجلس دلهي التشريعي عام 2020. وعد بعض السياسيين برفع الحصار فورًا حال انتخابه، واتهموا من بعض معارضيهم بمماطلة الاحتجاجات لتنشيط الأصوات لهم. أثر الطريق المغلق على أكثر من 100.000 عربة في اليوم، بإطالة فترة السفر لساعات. وباعتبار أن هذا الطريق من الطرق المتاخمة للعاصمة، فقد تم تحويل مسار آلاف الشاحنات لطرق أخرى للدخول للمدينة.
تم توقيع خمس عريضات لإيقاف الحصار. رفضت محكمة دلهي العليا الاستماع لأول نداءين وفي 14 يناير 2020 صرحت بأن المسألة شأن خاص بالشرطة. قالت شرطة دلهي أنها لن تستخدم القوة لإنهاء الحصار. ألقت العريضة الثالثة الضوء على الصعوبات التي يواجهها الطلاب بخصوص امتحانات القبول الجامعية. وصلت القضية أيضًا إلى المحكمة العليا في الهند بعد إدراج عريضتين في ملفاتها. وعقب الجلسة الأولى عيّنت المحكمة العليا الهندية في 17 فبراير ثلاثة وسطاء لإطلاق حوار مع المتظاهرين لنقل مكان الاحتجاج لمكان آخر لا يشغل مكانًا عامًا.
حتى بعد انتشار كورونا فايروس في الهند، ومعه الإجراءات الوقائية التي فرضتها الحكومة تحت بند الأمراض السارية 1897 والذي يشمل المنع على التجمعات التي تزيد عن 50 شخص واغلاق المدارس والكليات وقاعات السينما والأسواق الأسبوعية وأخرى، فقد استمرت احتجاجات شاهين باغ لعدة أيام. وكإجراء وقائي قام المتظاهرون بتنظيم «تجمع منظم» بتقليل أعداد المتظاهرين لخمسة أشخاص وكحركة رمزية وضع متظاهرون آخرون أسرّة وأحذية (خف) تضامنًا مع التظاهرات. إلا أنه بعد الحظر الشامل المفروض في دلهي من 23 إلى 31 مارس 2020 تم اعتقال المتظاهرين القلة المتبقيين وإبعادهم عن المكان بالقوة من قبل شرطة دلهي في 24 مارس 2020.
وردًا على مجموعة العريضات المقدمة كملفات في سجلها ضد متظاهري شاهين باغ قامت المحكمة العليا الهندية بالنطق بحكمها بتاريخ 7 أكتوبر 2020. صرحت المحكمة العليا بأن الإشغال «غير محدد الأمد» للمساحات العامة للتجمهر أو إبداء معارضة غير مقبول. دخلت إحدى متظاهرات شاهين باغ، بيلكيس بعمر 82 في قائمة مجلة التايمز للمئة شخصية الأكثر تأثيرًا لعام 2020، وكذلك في لائحة 100 Women في البي بي سي.

## خلفية الأحداث

### المسببات
في 12 ديسمبر 2019، مرر البرلمان الهندي تعديلًا على قانون الجنسية المعروف بـCitizenship Amendment Act CAA، والذي يعدل قانون الجنسية لعام 1955 ليقوم بتسهيل الطريق إلى الجنسية الهندية تحت فرَض الاضطهاد الديني لأي فرد ينتمي إلى أقليات دينية معينة من الهندوس والسيخ والبوذيين والجايينين والباريسيس والمسيحيين من أفغانستان وبنغلادش والباكستان، لمن قام بدخول الهند في 31 ديسمبر 2014 أو قبل ذلك. ولكن القانون لا يذكر المسلمين ولا يقدم أي صلاحية لاستفادة المسلمين المهاجرين أو المهاجرين المنتمين إلى أديان أخرى أو دول أخرى مثل لاجئين سريلانكا من التاميل، والروهينغا المسلمين واللاجئين الهندوس من ميانمار واللاجئين البوذيين من التبت. ويوجد ادعاء بأن السجل القومي للمواطنين أو National Register of Citizens والذي تنوي الحكومة تطبيقه في البلاد عام 2021 يمكن أن يستخدَم لنزع الجنسية الهندية عن المسلمين.
وقد أشعلت قضية قانون الجنسية والسجل القومي احتجاجات ردَا على الأزمة الاقتصادية والفجوات الاقتصادية التي تواجهها البلاد. أمن المرأة، ارتفاع أسعار السلع، البطالة والفقر المتزايدان كانا بمثابة العنصر المحفز لهذه المظاهرات. شهد الاقتصاد الهندي معدل نمو منخفض، وارتفاعًا في ديون الأفراد (في كل منزل)، وتضخمًا وبطالة وانعدامًا في المساواة الاقتصادية. قدّر البنك المركزي الهندي أو State Bank of India معدل النمو بـ4.6% للسنة المالية 2020 وبهذا تكون قد شهدت أدنى معدل منذ الكساد العالمي عام 2008 حيث كان معدل النمو 3.9%. ووردت تقارير بأن معدل البطالة في الهند وصل إلى أعلى مستوى على مدى 45 سنة بنسبة 6.1% في السنة المالية 2017-18. صرّح مركز مراقبة الاقتصاد الهندي إلى أن نسبة البطالة وصلت 8.45%، بنسبة 37.48% في الفئة العمرية 20-24 و12.81% في الفئة العمرية 25-29 في أكتوبر 2019. حسب تقرير لعام 2019 لمركز أبحاث بيو Pew فإن 393.7 مليون وظيفة هي في حالة هشة غير مستقرة. وتشير بيانات أوكسفام انديا إلى أن التحكم بثروات البلاد من قبل الـ1% الأغنى ف بين السكان ازداد من 58% إلى 73% بين سنة 2018 و2019، في حين ازدادت ثروة الـ50% الأفقر 1%. وضع مؤشر WPS-index (مؤشر النساء والسلام والأمن) الهند في المرتبة الـ133 من بين 167 دولة عام 2019-20.

### المظاهرات
انطلق مظاهرات شاهين باغ في ظهر 14 ديسمبر 2019 عندما قامت 10 إلى 15 سيدة محلية بإغلاق طريق كاليندي كونج (أو طريق 13A)، وهو طريق بستّة (6) مسارب والذي يجاور حي شاهين باغ ذو الأغلبية المسلمة في جنوب شرق دلهي. انضم إليهن المزيد من المحليين وأصبحت على شكل اعتصام استمر طويلًا. كان كثير منهن من ربات البيوت الاتي يرتدين حجابًا أو برقعًا (نقابًا). دعمت الاحتجاجات ونظمت من قبل ما يزيد عن مئة متطوع من الذين نظموا أنفسهم لأداء وظائف مختلفة: تجهيز منصات وخشبات متنقلة، المأوى والأسرّة؛ تقديم الطعام والشراب والدواء وتأمين الوصول إلى المراحيض، تركيب أجهزة كاميرات مراقبة واستضافة متحدثين من الخارج. خلال 10 أيام، اتسعت المظاهرات السلمية لتغطي مساحة ما يقرب الكيلومتر من الطريق السريع، بدعم التبرعات. في 2 يناير 2020 انسحب بعض المتطوعين البارزين وناشدوا وقف المظاهرات خوفًا من أن تختطف رسالتهم من قبل أحزاب سياسية مع اقتراب انتخابات دلهي، والتي شعروا أنها قد تشوه صورة الحركة وتزيد احتمالية حدوث العنف. مع ذلك، أوضح النساء مباشرة وعبر منصات التواصل الاجتماعية أنهن مستمرات.
وبحشود كبيرة وصلت لـ100.000 شخص أصبحت شاهين باغ إحدى أطول الاعتصامات بهذا الحجم في تاريخ الهند الحديث. أصبحت من أبرز المنصات التي توصل فيها أصوات قضايا مختلفة، وقد كسبت دعم المزارعين البنجاب. ربط عدد من المتظاهرين الاحتجاجات بحادثة الاعتداء في الجامعة الملية الإسلامية عام 2019 والتي خلفت 200 من الجرحى من قبل شرطة دلهي في جامعة تتكون بشكل رئيسي من المسلمين. وقد دعمت المظاهرات الاتحادات العمالية المعارضة لقرارات الحكومة ضد العمال. أعددت البي بي سي تقريرًا عن سيدة اسمها باهرو نيسا والتي تركت عملها للمشاركة في الاحتجاجات بكامل وقتها قائلةً: "حاول إسكات أصوات أبنائنا (...) كأمهات قررنا أن نقف بجانبهم." أطلقت مقالة في Business Standard على المظاهرات لقب النوع الجديد من الساتياغراها (وهي مظاهرات مدنية)"، مشيرة إلى قدرة فتاة على التعبير عن مخاوفها على المسرح معبرةً عن المعضلة التي تواجهها في دعم قانون الجنسية الجديد والعلم بتبعاته في نفس الوقت.
في 31 ديسمبر 2019، غنى ألوف المتظاهرين المعتصمين النشيد الوطني الهندي في منتصف الليل، في ما ورد أنها ثاني ليالي نيودلهي الأشد برودة منذ 100 عام. كان للمظاهرات أكبر عدد من الحشود في 12 يناير 2020. وفي 26 يناير، في عيد الجمهورية الهندي الـ71 تجمع ما يزيد عن 100.000 شخص في موقع الاحتجاجات. رفعَتْ الأعلام بأيدي ثلاث نساء محليات كبار في السن واللاتي أصبحن يعرفن باسم «شاهين باغ داديز» Shahin Bagh Dadis ودادي بالأوردو تعني جدة، خلال المظاهرات، وأيضًا بعنوان «والدة روهيث ويمولا». في ذلك اليوم زار عمر خالد وجيكيش ميواني المنطقة وألقوا كلمتهم. قدم المتظاهرون دعوة لرئيس الوزراء ناريندرا مودي للمجيء والاحتفال بعيد الفالنتاين عن طريق لافتات ورقية على شكل قلب. تم تجهيز مخيم صحيّ بجانب خيم المتظاهرين. تطوع أطباء وممرضات جنبًا إلى جنب مع طلاب من مختلف المعاهد الطبية والمشافي لهذه الغاية. وشاركت مجموعة من المزارعين السيخ وأقاموا لانغر langer (مطبخ مجتمعي مجانيّ) في المنطقة.
زار المنطقة العديد من السياسيين مثل قادة المؤتمر القومي الهندي أو INC ماني شانكار آيار وشاشي ثارور، والناشط الاجتماعي شاندراشيخار ازاد ومشاهير مثل محمد زيشان أيوب. في 14 فبراير 2020 قام منتج الأفلام أنوراغ كاشياب بزيارة شاهين باغ وألقى خطابًا. وفي نفس اليوم قام المتظاهرون بإظهار اجلالهم للضحايا الأربعين من شرطة المحمية المركزية الذين قضوا جراء حادثة اعتداء بول واما عام 2019 وهو تفجير انتحاري قام به ارهابيون. وقام الوزير أميت شاه بإرسال دعوة مفتوحة لكبار المتظاهرين في شاهين باغ لإلقاء خطاباتهم. إلا أن جموع من المتظاهرين السائرين على الأقدام تجاه منزل الوزير للتحدث تم ايقافهم من قبل شرطة دلهي.

## الجانب الثقافي
أصبح فن المظاهرات صوت المقاومة والمعارضة خلال هذه الأحداث، وأصبحت المنطقة مغطاة بالجداريات والغرافيتي واللواصق واللافتات. وتم صنع عدة نماذج مصغرة منها لمخيمات الاعتقال مصورةً أحد تلك المخيمات التي استخدمت بعد السجل الوطني للسكان في أسام NRC in Assam. وحملت نسخة مصغرة لبوابة الهند أسماء الذين قتلوا في المظاهرات التي عمت الهند ضد تعديل قانون الجنسية. شيّد المتظاهرون بناءً بطول 12 متر من الفولاذ يصوّر الهند، وبطلاء عليه كلمات "Hum Bharat ke log CAA-NPR-NRC nahi maante" (والتي تعني: نرفض نحن الشعب الهندي تعديل قانون الجنسية والسجل الوطني للمواطنين والسكان). وتم تنسيق مجموعة كبيرة من الزوارق الورقية على شكل قلب كبير يقف أمام دبابة حرب مصغّرة؛ كتب على الزوارق Hum Dekhenge (سنشهَد)، قصيدة مقاومة للشاعر فيض أحمد فيض، إلى جانب العديد من الزوارق الصغيرة الضعيفة تحيط بالدبابة، تمثيلّا لاضطهاد الدولة. تدعي الملصقات أن المتظاهرين «بوكيه، وليسوا وردة لوتس» (وهو رمز الحزب الحاكم بهاراتيا جاناتا BJP).
الفن المعارض كان «من صنع أي أحد»، ومن ضمنهم طلاب في جامعة دلهي، والجامعة الملية، جامعة جادافبور وجامعة حيدر أباد المركزية. وتم تجهيز «منطقة قراءة» تحت شعار «اقرأ لأجل الثورة» بآلاف الكتب من الجمهور وأدوات للكتابة، الأمر الذي جلب تلميحات إلى حادثة الاعتداء على الجامعة الملية الإسلامية إذ ادُّعي أن قوات الشرطة دخلت المكتبة وقامت بعمليات نهب واعتداء على من بداخلها. في 17 يناير، تم تحويل محطة حافلات إلى مكتبة فاطمة شيخ سافيتريباي بولي، المكتبة التي أتاحت مصادر عن دستور البلاد والثورة والعنصرية والفاشية والاضطهاد والعديد من المشكلات الاجتماعية.
عقدت الخطب والمحاضرات وقراءات من أشعار الشاياري في كل يوم (بدءًا من 31 ديسمبر). وقُرأت أبيات شعر ونظم لشعراء ثوريين مثل فيض أحمد فيض، باش، حبيب جالب، محمد اقبال ورام دهاري سنكه دنكر. وتليت صلوات بين كل الأديان. قرأت نصوص من الغيتا، الإنجيل والقرآن، وترانيم الكرباني السيخية. وقدم كثير من الباعة المتجولين للمكان منهم بائعو البالونات وبائعو التشات المتجولون Chaatwallas، الأمر الذي أعطى للمكان شيئًا من لطافة الأجواء الاحتفالية. وشهدت أماكن الطعام القريبة من شاهين باغ أفواجًا من الناس مع زيادة حدة المناقشات السياسية، مما أعطاهم «طعمًا من الحرية».
وبين 2 و8 فبراير 2020 أقيم حدث ثقافي وموسيقي بعنوان «موسيقيين ضد الكوموناليزمية» تضامنًا مع المظاهرات الرافضة لتعديل قانون الجنسية. ضم الحفل مغني الفن الهندوستاني الكلاسيكي شوبا مودكل، والموسيقى الكارناتية ت. م. كريشنا، والمغني الصوفي مادان غوبال سينك، كوشا كابيلا وأنوشكا مانتشاندا، مع الفرق الموسيقية أدفايتاAdvaita وبيتر كات ريكوردينك كوPeter Cat Recordings Co. مونج باليMoongphali والفرقة الشعبية راجاستانيRajasthani كوتله خان. أدى مودكال أغنية حلمي هو الثورة Hamari Khwaishon ka Naam Inquilab Hain، للشاعر غوراخ بانديه، و«أنا أرفض أن أعترف، أنا أرفض القبول» Main nahin janta main nahin manta لحبيب جالب. وأدى مغنى الراب سوميت روي أغنيته التي لاقت صدى واسعًا Poorna Swaraj أي الحرية الكاملة وقرأ الشاعر أمير عزيز «أنا أرفض» Main Inkaar Karta Hoon.

### اقتباسات
«من ظنهم أننا نجهل كل شيء عن CAA وNRC، يعتقد مودي أن بإمكانه أن يخمد هذه المظاهرات. ولكننا واعون، وقرأنا القانون. ونعرف أيضًا ماذا يقول الدستور.» غازالا، 22 سنة، متظاهرة في شاهين باغ.
«نحن هنديون ونحن كلنا جعلنا هذه الدولة ما هي عليه اليوم. لا يمكن لأي حكومة أن تتجرأ على القول بأنا لسنا هنديين.» ناهدة بيغوم، 40 سنة، متظاهرة في شاهين باغ.
«لن أغادر هذه البلاد، ولا أريد أن أموت لمحاولة إثبات أني هندية. لست الوحيدة، أجدادي، أولادي وأحفادي- كلنا هنديون. ولا نريد إثبات ذلك لأي أحد.» متظاهرة بعمر 70 سنة، أسماء خاتون.

## إضراب عن الطعام
قام عدد من المتظاهرين بالإضراب عن الطعام في شاهين باغ. زين العابدين، ناشط اجتماعي بعمر الـ29 سنة ورجل أعمال من «جاميا نجر»، أضرب عن الطعام منذ بداية الاحتجاجات في 15 ديسمبر 2019 وأكمل في عام 2020. ودخل الناشط الاجتماعي ميهرونيشا ذات الـ50 سنة في إضراب عن الطعام في الأول من يناير 2020. يقول كلاهما أن ما دفعهم لعملهم هذا هو عنف الشرطة ضد طلاب الجامعة الملية الإسلامية بالإضافة إلى عدم المساواة في قانون الجنسية الجديد والسجل القومي للمواطنين. أبدى عابدين قلقه على أخوتيه اللاتي كن يدرسن في الجامعة الملية بعد أن وردت تقارير أن قوات الشرطة اقتحمت المراحيض الصحية داخل الكليات وقامت بالاعتداء على طالبات إناث. وبدءًا من 10 فبراير 2020 لم يقم أي مسؤول حكومي أو بزيارة المكان أو الاجتماع مع أحد المتظاهرين المضربين عن الطعام. وحسب تقارير فقد تم إدخال عابدين المشفى وبعدها أنهى 42 يومًا من الإضراب في الـ26 من يناير 2020.

## الأطفال في المظاهرات
كان الأطفال حاضرين منذ اليوم الأول مع آبائهم المشاركين في المظاهرات. معظم هؤلاء الأطفال يذهبون للمدرسة في الصباح قبل أن يلحقوا بآبائهم في مكان المظاهرات، المكان الذي أصبح مساحة فنية لكثير من الأطفال. يعبرون عن أفكارهم ويشاركون في المظاهرات من خلال القصص، الشعر، الدمى، الغناء والرسم. قام الطلبة المتطوعين بإشراك الأطفال في القراءة والرسم والغناء، وألقوا دروسًا للقراءة لهم.
لفت الأطفال الأنظار إلى قضايا مثل حرائق أستراليا (حيث كتب طفل «شاهين باغ تصلي لأستراليا») وأمور أخرى مثل ديبيكا بادوكوني، الرجل العنكبوت، وأميرات دزني. ويحصل أن يصعد بعض الأطفال المسرح ويرفعوا شعار «لن نظهر أوراقنا» Hum kagaz sahin dikhayenge. أحد أكثر رسمات الأطفال شهرة هي رسمة العلم الهندي. وصفت scroll.in سكرول.ان المنطقة بأنها «معرض فني في الهواء الطلق».
في 21 يناير 2020، تقدمت الهيئة الوطنية لحماية حقوق الأطفال أو NCPCR؛ وهي في مقدمة هيئات حقوق الأطفال في الهند، بطلب إلى السلطات لتقديم المساعدة للأطفال المتواجدين في المظاهرات. سُلّمَت شكوى تدعي نشر المعلومات الخاطئة من قبل الآباء لأطفالهم بشأن الـCAA ومخيمات الاعتقال. يستمع الأطفال في مكان المظاهرات إلى خطابات تتعلق بمسائل تفريقية في طبيعتها (مثل تعديل القانون الجنسية والسجل الوطني CAA-NRC، ونزاع أيوديا، والطلاق الإسلامي أو ما عرف بالطلاق الفوري). شوهد بعض هؤلاء الأطفال في مقاطع مرئية شُهرت وهم يهتفون بشعارات. أوردت قناة NDTV تقارير تقول إن قاضي منطقة جنوب شرق دلهي أُخبِر بالادعاءات التي تشير إلى احتمالية حدوث صدمة نفسية للأطفال الذين مروا بهذا. بعد وفاة طفل في الاحتجاجات قامت المحكمة العليا بمسائلة الحكومة الإتحادية وحكومات الولاية عن سبب تواجد طفل بعمر أربع سنوات في المظاهرات.

## محاولات لرفع الحصار
قامت مظاهرات مضادة ضد حصار طريف شاهين باغ من قبل عديد من المحليين يطالبون بإعادة فتح الطرق. رفضت محكمة دلهي العليا المطالب بنقل الاحتجاجات من شاهين باغ، ترأس الجلسة رئيس العدل دي. أن. باتيل. تم توقيع عريضة أخرى من قبل المحامي أميت ساهني «تطلب التعليمات لإنهاء إغلاق مربط شاهين باغ» وإعطاء شرطة دلهي العون اللازم لمواجهة القضية. أثر إغلاق الطريق على 100.000 عربة يوميًا، منهم 1.800 عربة تم إعادة توجيههم خارج حدود المدينة.
في 14 يناير 2020، صرحت محكمة دلهي العليا بأنها مسألة مرورية يتم التعامل معها من قبل الشرطة مع التوافق مع المصلحة العامة الأوسع. صرحت شرطة دلهي بعدها بأنه سيتم النظر في التقييدات التي سببها المتظاهرين، والتي أثرت في عشرات الآلاف من الذاهبين والقادمين للعمل يوميًا، ومن ضمنهم مواطنون كبار في السن، أطفال في المدرسة وعمال مكاتب. وأفادت شرطة دلهي قائلةً بأنها «لن تستخدم القوة لتفريق المتظاهرين من شاهين باغ» وأنها ستستخدم «الإقناع» (من اللافت للنظر أن عنف الشرطة كانت من أكثر شكاوى المتظاهرين). فشلت المحادثات بين قوات الشرطة والمتظاهرين ورفض المتظاهرون الانتقال من المكان. طبيعة المتظاهرات التي تعتمد على عدم وجود جهة أو شخصية محددة تقود الفعالية جعل اتخاذ إجراء معين أمرًا صعبًا.
كان هنالك عدة ادعاءات مضللة في الإعلام بخصوص الحادثة. أحد تلك الادعاءات الباطلة كان طلب محكمة دلهي العليا تخلية مكان الاحتجاجات من قوات الشرطة. قامت صحيفة ذا تايمز أوف انديا The Times of India بكشف حقيقة محتوى مرئي سرعان ما انتشر بين الناس ادعى وجود محاولة فاشلة لقوات الشرطة بضبط المتظاهرين في شاهين باغ دون نجاح؛ كان المرئي بالأصل من مقاطع احتجاجات ضد تعديل قانون الجنسية في شرق دلهي.
في 17 يناير 2020 قام حاكم دلهي الملازم بايجال بإعطاء شرطة دلهي الصلاحية لاحتجاز أي شخص تحت قانون الأمن القومي، ولمدة ثلاثة شهور بدءًا من 19 يناير. تم إيضاح ما حصل من وزير الشؤون الداخلية على أنه إجراء معتاد. في 18 يناير، تم ملء طلب آخر من قبل المحامي أمريش ماتهور نيابة عن جمعية ساريتا ويهار لرفاه السكان أو RWA لفتح الطريق، مع قلق حيال امتحانات القبول المتوقعة في شهر فبراير ومارس. وبناءً على ذلك قامت المحكمة العليا بتوجيه الشرطة للنظر إلى أسباب الإغلاق.
قام رئيس الحزب الحاكم في منطقة دلهي مانوج تيواري بطلب مصوَّر إلى المتظاهرين لإنهاء المظاهرات، منوّهًا إلى أن الإغلاق أدى إلى عشرات آلاف الرحل التي أخذت ساعتين أو ثلاث من الوقت في حين كانت الرحلة تأخذ 25 دقيقة، قائلًا أن تعديل قانون الجنسية ليس موجهًا ضد أي دين. رد المتظاهرون بأنهم لن يتحركوا قبل أن يلغى تعديل القانون، في حين أنهم سيسهلون حركة السير، وقالوا أنهم فتحوا حركة السير أمام سيارات الإسعاف وأمام حافلات المدارس.
في 21 يناير، اجتمع بايجال مع مجموعة من ثمانية متظاهرين والذين أرسلوا مخطرة لمطالبهم. في 1 فبراير، قال الوزير الاتحادي رافي شانكار براساد أن حكومة ناريندارا مودي مستعدة للمناقشة بطريقة منظمة.
أشار المحللون إلى أن مظاهرات شاهين باغ سيسمح لها بالاستمرار ما دامت في مصلحة النظام. أشار براتاب بهانو ميهتا إلى أن «في دلهي، سمح للمظاهرات في شاهين باغ أن تستمر لا لأن الحكومة ناعمة. بل ظنّت أنه بالإمكان استخدام المظاهرات كذريعة لتعزيز مشاعر الأغلبية: انظروا إلى هؤلاء الأقليات، يقطعون الطرق ويقفون أمام حقوق الهندوس ...»

### قطع الشرطة للطريق
كتبت سكرول.ان تقريرًا بأن تعطل حركة السير لم تكن بسبب إغلاق طريق GD Birla Marg فقط، بل أيضًا لأن طريقين بدلين تم إغلاقهم من قبل شرطة دلهي وشرطة أوتار براديش UP. أوردت ذا كوينت The Quint تقريرًا بأن المظاهرات شغلت امتدادًا ضئيلًا من الطريق (GD Birla Marg)، وهو أحد الطرق الذي يربط دلهي بنويدا، بينما أغلقت الشرطة كل من مسلك الطريق والطريق كامله. أول القاطعات وضع على مشارف الطريق بينما وضعت القاطعات الثانية على 200 متر نحو الغرب. أدى هذا إلى إغلاق طريق جاسولا ويهار الرئيسي وطريق علّامة شيبلي والذي قد يربط ساريتا ويهار بجاميا ناكار. لم تتمكن سكرول.ان من تحديد السبب وراء إغلاق الشرطة هذا المربط الإضافي. قالت شرطة دلهي بأن ذلك إجراء أمني. ومن جانب آخر، ألقت شرطة UP اللوم على شرطة دلهي في وضع القواطع وإغلاق طريق الدخول للمسافرين من نويدا إلى دلهي، مشيرةً إلى إغلاق طريق كاليندي كونج-ميتهابور. بما أن شرطة دلهي قامت بقطع نقطة العبور قرب محطة قطار كاليند كونج اضطرت شرطة UP إلى قطع الطريق من جهتها في جسر كاليندي كونج. أغلقت شرطة دلهي مدخل طريق خادار-كاليندي كونج والذي يربط جايا ناكار ونويدا بفريد أباد. بعد أحداث شغب شمال شرق دلهي، ارتفع وجود وإغلاقات شرطة دلهي في المنطقة بمقدار يزيد عن عشرة سرايا في المنطقة.

### المطالبات في المحكمة العليا
تم ملء طلب في المحكمة العليا الهندية تدعو فيه إلى مراقبة الأمر لمنع حدوث أي عنف. بحث الطلب إنهاء المظاهرات مشيرًا إلى عدم السماح لأي شخص بإشغال طريق عام تحت ذريعة الاحتجاج السلمي ولمدة غير محددة بحيث يواجه آخرون المصاعب. تم ملء طلب آخر للمحكمة العليا لاحقًا، في 4 فبراير 2020، من قبل رئيس حزب بهاراتيا وطالب بجلسة استماع عاجلة. في 7 فبراير، أجلت المحكمة الاستماع لبعد انتخابات دلهي (المقرر عقدها في 8 فبراير) حتى لا تؤثر في مخرجات الانتخابات. في 10 فبراير، في أول جلسات الاستماع، وجهت المحكمة انتباه المتظاهرين إلى المشقات التي حصلت بعد شهور من التعطل. ناقشت المحكمة إمكانية تنظيم المظاهرات في أماكن عامة لمدة غير محددة أو هل من الأفضل تخصيص منطقة معينة للمتظاهرين. مع ذلك، أصدرت المحكمة مذكرات إلى الحكومة المركزية، وحكومة دلهي وشرطة دلهي، بأن للناس حق التظاهر مع أن ذلك لا يمكن أن يكون لمدة غير واضحة وفي مكان عام. لم تعطي الحكومة أي استقرار مرحلي وانتظرت سماع الرد من المتظاهرين.
في 17 فبراير، استمعت المحكمة العليا إلى المطلب الذي وضع الأحداث في إطار مظاهرات على طريق عام. تم اختيار اثنين من المحاورين لخوض حوار مع المتظاهرين من قبل كرسي العدل س. ك. كاول وك. م. جوزيف وحدد موعد الجلسة في 24 فبراير 2020. المحاورون هم المحاميان سانجاي هيغدي وسادنا رامشاندران. أشارت المحكمة على المحاورين أيضًا امكانيتهم من أخذ المساعدة من مفوض الاستخبارات الهندي السابق وجاهت حبيب الله والذي قام بكتابة إفادة خطية في المحكمة بشأن الإغلاقات. أوضح حبيب الله في إفادته إلى المحكمة أن الإغلاقات الاحترازية حول منطقة المظاهرات من قبل الشرطة هي التي تسببت بتعطل الحركة المرورية. قام هيغدي ورامشاندران بتفحص المنطقة والتحدث مع المتظاهرين. في 24 فبراير أرسل المحاورون التقرير المغلق للمحكمة حيث كان التقرير معني بأن يدرَس من قبل المحكمة فقط. تسلم كرسي العدل التقرير وقام بتحديد 26 فبراير موعدًا للجلسة الجديدة. إلا أن المحكمة قامت بتأجيل الجلسة إلى 23 مارس 2020 بعد اندلاع أحداث الشغب في شمال شرق دلهي بين 23 و26 فبراير. المحادثات ما تزال مستمرة بين المحاورين والمتظاهرين منذ 5 مارس 2020.

## محاولات تشويه سمعة المظاهرات

### قضية البندت الكشميريين
في 19 يناير 2020 قام المتظاهرون في شاهين باغ بالنداء لعقد اجتماع للتضامن مع البندت الكشميريين، الذين كانوا ضحية لحركات التهجير والنزوح في كشمير. تم ملاحظة هذا الأمر بعد تغريدة مثيرة للجدل انتشرت قام بها صانع الأفلام فيفيك أغنيهوتري، يدعى فيها أن المتظاهرين في شاهين باغ ينوون الاحتفال في «يوم الإبادة الجماعية للهندوس الكشميريين» ذلك اليوم، الأمر الذي قام الحساب الرسمي لشاهين باغ على تويتر بدحضه. أٌطلقَ تصريح يوضح أن «عناصر مشبوه بها» كانت تتداول معلومات مغلوطة في مواقع التواصل الاجتماعي وأن الحدث لم يكن لاستذكار النزوح. اعترف المتظاهرون كذلك «بالفعل غير العادل» ضد البندت الكشميريين وقاموا بدعوتهم لموقع المظاهرات في شاهين باغ، حيث قاموا بوقوف دقيقتين صمت تضامنًا معهم. ألقى اثنان من البندت الكشميريين البارزين، فني العرض اندر سالم والشخصية المسرحية م. ك. راينا خطابًا في التجمع.

### ادعاءات المظاهرات المدفوعة
وعند دخول المظاهرات شهر يناير، قام حزب بهاراتيا BJP ومؤيدوه على الإنترنت بادعاء أن المتظاهرين يتم شراؤهم. انتشر على مواقع التواصل الاجتماعية لافتة تم التلاعب بها تقول «السعر الثابت 500 روبية» في 18 يناير. تم دحض هذا الادعاء عندما قام الموقع المستقل ذا لوجيكال انديان the Logical Indian بإصدار مقالة كشف حقائق بخصوص اللافتة عينها. حوّرت اللافتة الكلام المكتوب بالأصل عليها هو «تراجعوا عن الـCAA تراجعوا عن الـNRC».
اللافتات على الطريق طالبت المشاركين بعدم قبول أي مبلغ من المال وعدم دفع مبالغ لأي أحد للمشاركة. في 15 يناير، غرّد أميت مالفيا زعيم حزب بهاراتيا ورئيس خلية تكنولوجيا المعلومات محتوى مرئيًا، يدعي دفع 500 إلى 700 روبية للمتظاهرات للاعتصام. أطلق حساب المتظاهرين الرسمي تصريحًا وأنكر هذا الادعاء.
في 4 فبراير 2020، أصدرت ألت نيوز ونيوز لاندري AltNews Newslaundry تقريرًا مشتركًا يكشف فيه حقائق الفيديو أضعف من موثوقيته. واتضح أن الفيديو كان مدبرًا من قبل مالك محل في محله في توغلاك أباد جنوب دلهي. أظهر هذا مدى افتقار وسائل الإعلام السائدة للصحافة الأخلاقية وكيف ساعدت على صنع رواية خاطئة وصورة سلبية عن المظاهرات.
بعثت متظاهرتان؛ نفيسة بانو وشاهزاد فاطمة، بمذكرة تشهير إلى مالفيا مطالبةً باعتذار وتعويضات بـ1 كروري أي 10 ملايين روبية لقاء الأضرار التي تسبب بها زعيم الحزب. ادعت المذكرة بأن المخاطب «لم يقم بالاحتيال على العامة فحسب بل أيضًا شهَّر بالمتظاهرين». كتبت ذا كوينت تقريرًا أنه في 21 يناير أرسلت مذكرات إلى Republic TV. Zee News. Times Now وNews Nation بنفس الادعاءات.

## إلهامها لمظاهرات أخرى مشابهة
ألهمت شاهين باغ عدة مظاهرات شبيهة في المدن الكبيرة حول الهند. في 7 يناير 2020، تجمع سكان من السيدات في ميدان بارك سيركس في كالكوتا للتعبير عن رفضهم لتعديل قانون الجنسية. أصبحت هذه أحد أكثر المظاهرات المعارضة تنظيمًا ضد تعديل القانون. بطلب من المتظاهرين، قامت حكومة غرب البنغال بتزويدهم بخيم ومراحيض صحية Bio-toilets، ومياه جارية وأنوار حتى تستمر المظاهرات دون انقطاع. زار الوزير الاتحادي السابق ب. تشيدامبارام الاحتجاجات وأقام ورشة عن الـCAA والـNRC. قام الناشط الاجتماعي يوغيندرا ياداف والمغني كبير سومان أيضًا بزيارة المكان وتقديم دعمهما للمتظاهرين.
في 11 يناير، بدأ اعتصام يضمّ بكامله سيدات خارج مول كونارك في كوندهوا، بونه، نظمته «كل جماعت تنظيم»، المؤسسة الأم لغيرها من المؤسسات. بدأت هذه المظاهرة بعدد قليل من المشاركين ثم اتسعت بانتظام إلى حشد يقرب 500-600 متظاهر في 19 يناير. وحسب متظاهرة فإن الحركة كانت لحفظ الدستور والبلاد. إضاءة الشموع، السلاسل البشرية والخطابات كانت جزءًا من المظاهرات. انتشر في الشارع لافتات تحمل شعارات مثل «صوتنا أعلى من صوت عصيكم» و«الهند بحاجة إلى تعليم، وإلى وظائف، لا إلى تعديل قانون الجنسية، أو سجل قومي للمواطنين أو سجل وطني للسكان».
في 12 يناير، بدأت مجموعة من النساء اعتصامًا ضد القانون الجديد في منطقة السوق في سابزيباغ، باتانا. وعلى مدار الثلاثة أيام التي تلتها انضم لهم أشخاص من كل الأعمار. أيضًا في 12 يناير، قامت مجموعة من عشر نساء ألهمنَ من نساء شاهين باغ بإطلاق مظاهرات واعتصامات في حديقة منصور علي في روشان باغ، ألله أباد. وفي الأيام القليلة التي تلتها، شاركت آلاف النساء، الطلاب وآخرون المظاهرات في الأجواء الماطرة والباردة للانضمام للمقاومة ضد CAA-NRC من خلال الشعارات والخطابات والقصائد.
قامت مظاهرات مماثلة في شامان غنج في كانبور، وشاتي باغ في غايا، وساحة عيدغاه في كوتا، وبرج الساعة في لك ناو وفرازير تاون في بانغالور. إلهامًا من مظاهرات شاهين باغ، قامت مظاهرات كبيرة ضد CAA-NRC-NPR في مومباي في 17 يناير. تجمع قرابة 10.000 امرأة في المساء في ساحة YMCA في مومباي للتظاهر. نظمت المظاهرات من قبل المؤسسة غير الحكومية Mumbai Citizen Quorum. في يناير 20، بدأت اعتصامات في باربهاني دون تحديد أجل أطلق عليها Parbhani Bhi ek Shaheen Bagh والتي نظمها Samvidhan Bachao Tahrik. وتم تنظيم مظاهرات في بلال باغ، بنغالورو، كارناتاكا، ناغبادا، ساحة YMCA، أغريبادا، مومباي، مهاراشترا، أناج ماندي، ماليركوتلا، بنجاب، هج هاوس، رانشي، جهارخند، ساحة عيدغاه، ديوبند، وحديقة منصور علي في براياغراج، أوتار براديش، اولد ووشرمانبت، تشيناي، تاميل نادو وجعفر أباد، دلهي.
بعد فض المظاهرات في الشوارع، أصبح المتظاهرات في شاهين باغ نشطين في مواقع التواصل الاجتماعية. في مارس 2020، عند حدوث هجوم كابول غوردوارا، قاموا بنشر رسالة تضامن على حسابهم في التويتر.
في حين تهكم كثيرون على منصات التواصل الاجتماعية وأحد زعماء حزب بهاراتيا جاناتا مثل كابيل ميشرا السيخ في الهند، بربط هجوم غوردوارا في كابول بالرد الجاحد على الإسهامات الإنسانية لمجتمعات السيخ [في موقع المظاهرات وغيرها]، وبالخاصة جهودهم الجبارة جدًا في دعم المظاهرات التاريخية التي امتدت إلى 101 يوم ضد CAA-NRC-NPR في شاهين باغ، نيودلهي، أجاب كثير من أفراد المجتمع قائلين: «السيخ سيستمرون في الوقوف مع الضحايا وتقديم اللانغر للمحتاجين، حتى لو كانت داعش أو غيرها خلف هذا الهجوم. بالنسبة لنا، الهندوس والمسلمون هم أولًا بشر.»
تقاسمت المظاهرات عدة تشابهات مع مظاهرات المزارعين 2020-2021 في دلهي وكذلك قيل عنها أنها من إلهام هذه المظاهرات من حيث طبيعتها اللحظية السريعة، وتخوفهم من تحولهم إلى الضحية باستخدام التشريع، قدرتها على التمدد لعدة جبهات، جلب انتباه محلي وعالمي، جعل دور المرأة مركزيًا، كونها اهتياج دون الاعتماد على لافات وحصد كلتا المظاهرتين دعمًا من الأوساط المعارضة لحزب بهاراتيا.

## قضية انتخابات مجلس دلهي التشريعي
أصبحت الاغلاقات في شاهين باغ قضية للحملات الانتخابية في انتخابات مجلس دلهي التشريعي، المنعقدة في 8 فبراير 2020. تبادل رئيس المفوضين عن حزب AAP (Arvind Kejriwal Aam Aadmi Party) ووزير الشؤون الداخلية الهندي أميت شاه الانتقادات بخصوص مواقفهم من الاحتجاجات. في 27 يناير، أثناء التجمع الانتخابي، قال شاه أن المحجتين لن يستمعوا لحكومة حزب بهاراتيا وينهوا اغلاق الطريق. شاه سأل كيجريوال إن كان مع شعب شاهين باغ أم لا حيث أن بعض أعضاء حزب AAP أعلنوا انحيازهم إلى جانب المتظاهرين. كيجريوال اتهم حزب بهاراتيا باستخدام «السياسة القذرة» والمماطلة في إغلاق الطريق لخلق رد فعل ضد المتظاهرين، وذكر وعوده لإعادة فتح الطريق بعد الانتخابات بمعنى أنهم بإمكانهم فعل هذا بأي وقت. دعى قيادات الحزب إلى زيارة شاهين باغ، الحوار مع المتظاهرين وفتح الطريق.
قال وزير القانون الاتحادي رافي شانكار براساد (حزب بهاراتيا) أن شاهين باغ احتضنت المكان لعصابات معادية للهند. وقام وزير المالية بارفيش فيرما (حزب بهاراتيا) بإطلاق تعليقات كراهية مسيئة عن متظاهرين شاهين باغ وأنهم سيتم إخلاؤهم من المنطقة خلال ساعة من اعلان نتائج الانتخابات في 11 فبراير. تم معاقبة فيرما لاحقًا من قبل هيئة الانتخابات وحزب بهاراتيا لتعليقاته. قامت قيادات عدة في حزب بهاراتيا بتصريحات تتعلق بإبعاد المتظاهرين عن شاهين باغ. قال أحدهم أن «ضربة جراحية/ استئصالية» سيتم اجراؤها على المتظاهرين في 11 فبراير. صرحت جمعية هندو سنا Hindu Sena بأنهم سيزيلون كل «الجهاديين في شاهين باغ» في 11 صباحًا في 2 فبراير. تم إلغاء هذا المخطط بعد مشاورات مع شرطة دلهي.

### تهديدات تعرض لها المتظاهرون
أطلق عديد من السياسيين وقادة حزب بهاراتيا خطابات كراهية ضد المتظاهرين، من ضمنهم كان يوغي أديتياناث، أنوراغ ثاكور وبارفيش فيرما. أتبِعَت هذه بمحاولات لتهديد المتظاهرين. في 28 يناير 2020، دخل رجل مسلح موقع المتظاهرين في شاهين باغ، وصعد على المنصة، وهدد الناس بإيقاف الاحتجاجات؛ تغلب عليه الحشد لاحقًا.
في 1 فبراير، قام هندوسي أصولي بدخول المنطقة المطوقة وأطلق عيارًا ناريًا ثلاث مرات في الهواء قرب المنصة. وصاح شعار: “Jai Shree Ram” (والذي يعني المجد للإله راما في مختلف اللغات الهندية) وقال أن لا قول لأحد في هذه البلاد غير الهندوس؛ تم احتجازه من قبل الشرطة والإفراج عنه لاحقة بكفالة. حدث هذا بعد يومين من إطلاق متشدد هندوسي النار على طالب متظاهر في حضور الشرطة قرب الجامعة الملية الإسلامية. قام المشتبه به في حادثة الجامعة بوضع منشورات كره تحمل تهديدات على مواقع التواصل، منها ما هدد فيها بتحويل شاهين باغ إلى جالانوالا باغ، وهي موقع لمجزرة. في 2 فبراير 2020، قامت هيئة الانتخابات الهندية بتحويل تشينموي بيسوال، نائب مفوّض الشرطة لمنطقة جنوب شرق دلهي في ذلك الوقت، مستذكرة حادثتي إطلاق النار في منطقة «الجامعة»، والتي كانت مركز اقتراع انتخابي.

## أثر فايروس كورونا
مع انتشار فايروس كورونا في الهند في 2020، قام اتحاد الصحافة الهندي أو PTL بإصدار تقرير مفاده أن النساء في شاهين باغ كانوا مزودين بكمامات ومعقمات للأيدي وأنه لا داعي للخوف. إلا أن الوزير المفوض عن دلهي أوضح أن الإجراءات كانت سارية في دلهي حسب قانون الأمراض السارية عام 1897، وأن هذا يسري على المتظاهرين أيضًا. تم إغلاق المدارس، المعاهد، المولات، الأسواق الأسبوعية، قاعات السينما والتجمعات التي تزيد عن 50 شخص في دلهي. أوضح المفوّض أن من لا يتقيد بالقانون سيتم عقابه. إلا أن المنظمين أفادوا بأن أوامر الحظر جاءت لخدمات الترفيه، بينما شاهين باغ احتجاجات وصراع للبقاء" وأن قرار من المحكمة العليا هو الوحيد القادر على إبعادهم من الموقع. وكإجراء وقائي قام المتظاهرون بتخطيط "تجمّع منظّم" للتظاهرات.
تقيدت المظاهرات بـ«حظر جاناتا»، وهو حظر تجول ذاتي أعلن عنه رئيس الوزراء ناريندرا مودي في 22 مارس 2020، بتقليل عدد المتظاهرين إلى خمسة وبترك أخف وأحذية المتظاهرين الآخرين رمزيًا للتضامن معهم في موقع الحدث. مع ذلك، تم فرض حظر شامل في دلهي من قبل رئيس المفوضين أرويند كيجريوال من 23 إلى 31 مارس 2020، وتبع ذلك إبعاد المتظاهرين من قبل شرطة دلهي في 24 مارس 2020، بعد 101 يوم من بداية المظاهرات. ووردت تقارير بأن الشرطة قامت باعتقال باقي المتظاهرين الحاضرين بعد رفضهم إنهاء المظاهرة ومغادرة المكان.

## ما بعد الحادثة
ردًا على الطلب الذي تم ملؤه من قبل المحامي أميت ساهني في فبراير عند المحكمة العليا برفع الإغلاقات بسبب مظاهرات شاهين باغ، قرر القضاة سانجاي كيشان كاول، أنيرودها بوسي وكريشنا موراري، في 7 أكتوبر 2020 أن «هذا النوع من إشغال الطرق العامة، سواء في الموقع الذي هو موضوع القضية أو في غيره لأجل التظاهر غير مقبول وأن على السلطة اتخاذ إجراء لإبقاء المساحات العامة خالية من التعديات أو المعيقات». وصرحت المحكمة العليا حيال عدة طلبات موقعة ضد مظاهرات شاهين باغ أن الإشغال غير المحدود/ واضح الأجل للأماكن العامة للتظاهر أو التعبير عن المعارضة غير مقبول.
أدرجَت بيلكيس دادي، إحدى «داديّات شاهين باغ» (Dadis of Shaheen Bagh أو جدات شاهين باغ) في قائمة مجلة التايم لأكثر 100 شخص مؤثر في 2020. قالت في تصريح لها للـ Indian Express في أكتوبر 2020 أن «لا أحد هنا يتحدث عن المظاهرات أو حتى ينوي الحديث عنها بعد الآن. إنهم يخافون.» كل ما تبقى في موقع المظاهرات هو الغارفيتي. في 23 نوفمبر 2020، أدرجت بيلكيس في قائمة 100 أمرأة 100 Women List بي بي سي. في 30 ديسمبر، انضم الهندوسي المتشدد الذي أطلق النار، والذي كان قد تم احتجازه مؤقتًا لإطلاقه النار في موقع المظاهرات في شاهين باغ، إلى حزب بهاراتيا جاناتا رسميًا. وبعد عدة ساعات من إعلان خبر انضمامه انقسم الحزب، وتم إبعاده عن الحزب.

## قراءة إضافية

### كتب
- Salam، Ziya Us (30 أغسطس 2020). Shaheen Bagh: From a Protest to a Movement. Bloomsbury Publishing. ISBN:978-93-90077-94-6. مؤرشف من الأصل (e-book) في 2022-10-09.
- Mustafa، Seema، المحرر (أغسطس 2020). Shaheen Bagh and the Idea of India: Writings on a Movement for Justice, Liberty and Equality. Speaking Tiger Books. ISBN:978-93-89958-17-1. مؤرشف من الأصل (e-book) في 2022-10-09.
- Khan، Ishrat (17 مارس 2020). Shaheen Bagh Hoon Mein. BlueRose Publishers. GGKEY:0QT69536CCR. مؤرشف من الأصل (e-book) في 2022-10-09.
- Khan، Nabiya (2020). "The Women of Shaheen Bagh". Inquilab: A Decade of Protest. Harper Collins. ISBN:9789353579708. مؤرشف من الأصل في 2022-10-09.

### صحف
- Rai، Shirin M (2020). "Shaheen Bagh, Citizens and Citizenship". Feminist Dissent. University of Warwick. ج. 5: 265–274. DOI:10.31273/fd.n5.2020.768. ISSN:2398-4139. مؤرشف من الأصل في 2022-10-09.
- Ahmed، Hilal (2020). "Researching India's Muslims: Identities, methods, politics" (PDF). HAU: Journal of Ethnographic Theory. ج. 10 ع. 3: 776–785. DOI:10.1086/711892. S2CID:224901192. مؤرشف من الأصل (PDF) في 2022-09-09.
- Ghosh، Adrija (22 يوليو 2020). "Art as Resistance in Shaheen Bagh". FORUM: University of Edinburgh Postgraduate Journal of Culture & the Arts. Spring 2020 ع. 30. DOI:10.2218/forum.30.4485. مؤرشف من الأصل في 2022-10-09.
- Farooqi، Irfanullah (25 يناير 2020). "Citizenship as Participation: Muslim Women Protestors of Shaheen Bagh". إكونوميك أند بوليتيكال ويكلي  [لغات أخرى]‏. ج. 55 ع. 4. مؤرشف من الأصل في 2022-10-09.{{استشهاد بدورية محكمة}}:  صيانة الاستشهاد: علامات ترقيم زائدة (link)
- Roy، Suddhabrata Deb (17 نوفمبر 2020). "Locating Gramsci in Delhi's Shaheen Bagh: Perspectives on the iconic women's protest in India". Capital & Class. ج. 45 ع. 2: 183–189. DOI:10.1177/0309816820971119. S2CID:228865552. مؤرشف من الأصل في 2022-09-09 – عبر SAGE Journals.

## هوامش
1. ↑  One of the media coordinators of the protest, Qazi Emad.[3] One of the national conveners of the protest, Shoaib Jamai.[4]
2. ↑  On 24 March 2020 Delhi Police detained 6 women and 3 men from the Shaheen Bagh protest site following precautionary restrictions on movement related to the pandemic.[5] On 30 March 2020 three of the men arrested were released under certain conditions such as reporting to the Shaheen Bagh Police station once a week.[6][7] In another incident a man was arrested for supporting the Shaheen Bagh protest online; he was granted bail after 5 months.[8]